# 稲飯命
稲飯命（いないのみこと）は、記紀等に伝わる古代日本の皇族。
『日本書紀』では「稲飯命」や「彦稲飯命」、『古事記』では「稲氷命」と表記される。
神武天皇（初代天皇）の兄である。
関係略系図（表記・記載は『日本書紀』本文による）
|          |          |          |          | 鸕鶿草葺不合尊 | 鸕鶿草葺不合尊 | 鸕鶿草葺不合尊 | 鸕鶿草葺不合尊 | 鸕鶿草葺不合尊 | 鸕鶿草葺不合尊 |        |        | 玉依姫     | 玉依姫     | 玉依姫     | 玉依姫     | 玉依姫     | 玉依姫     |                                 |                                 |                                 |                                 |                                 |                                 |  |  |  |  |  |  |  |  |  |  |  |  |  |  |  |  |  |  |  |  |  |  |  |  |
|          |          |          |          | 鸕鶿草葺不合尊 | 鸕鶿草葺不合尊 | 鸕鶿草葺不合尊 | 鸕鶿草葺不合尊 | 鸕鶿草葺不合尊 | 鸕鶿草葺不合尊 |        |        | 玉依姫     | 玉依姫     | 玉依姫     | 玉依姫     | 玉依姫     | 玉依姫     |                                 |                                 |                                 |                                 |                                 |                                 |  |  |  |  |  |  |  |  |  |  |  |  |  |  |  |  |  |  |  |  |  |  |  |  |
|          |          |          |          |                |                |                |                |                |                |        |        |            |            |            |            |            |            |                                 |                                 |                                 |                                 |                                 |                                 |  |  |  |  |  |  |  |  |  |  |  |  |  |  |  |  |  |  |  |  |  |  |  |  |
|          |          |          |          |                |                |                |                |                |                |        |        |            |            |            |            |            |            |                                 |                                 |                                 |                                 |                                 |                                 |  |  |  |  |  |  |  |  |  |  |  |  |  |  |  |  |  |  |  |  |  |  |  |  |
| 彦五瀬命 | 彦五瀬命 | 彦五瀬命 | 彦五瀬命 | 彦五瀬命       | 彦五瀬命       | 稲飯命         | 稲飯命         | 稲飯命         | 稲飯命         | 稲飯命 | 稲飯命 | 三毛入野命 | 三毛入野命 | 三毛入野命 | 三毛入野命 | 三毛入野命 | 三毛入野命 | 神日本磐余彦尊 （初代神武天皇） | 神日本磐余彦尊 （初代神武天皇） | 神日本磐余彦尊 （初代神武天皇） | 神日本磐余彦尊 （初代神武天皇） | 神日本磐余彦尊 （初代神武天皇） | 神日本磐余彦尊 （初代神武天皇） |  |  |  |  |  |  |  |  |  |  |  |  |  |  |  |  |  |  |  |  |  |  |  |  |
| 彦五瀬命 | 彦五瀬命 | 彦五瀬命 | 彦五瀬命 | 彦五瀬命       | 彦五瀬命       | 稲飯命         | 稲飯命         | 稲飯命         | 稲飯命         | 稲飯命 | 稲飯命 | 三毛入野命 | 三毛入野命 | 三毛入野命 | 三毛入野命 | 三毛入野命 | 三毛入野命 | 神日本磐余彦尊 （初代神武天皇） | 神日本磐余彦尊 （初代神武天皇） | 神日本磐余彦尊 （初代神武天皇） | 神日本磐余彦尊 （初代神武天皇） | 神日本磐余彦尊 （初代神武天皇） | 神日本磐余彦尊 （初代神武天皇） |  |  |  |  |  |  |  |  |  |  |  |  |  |  |  |  |  |  |  |  |  |  |  |  |
|          |          |          |          |                |                |                |                |                |                |        |        |            |            |            |            |            |            | ［皇室］                        |                                 |                                 |                                 |                                 |                                 |  |  |  |  |  |  |  |  |  |  |  |  |  |  |  |  |  |  |  |  |  |  |  |  |

## 記録
『日本書紀』・『古事記』によれば、彦波瀲武鸕鶿草葺不合尊と海神の娘の玉依姫との間に生まれた第二子（第三子とも）である。兄に彦五瀬命、弟に三毛入野命・神日本磐余彦尊（神武天皇）がいる。
『日本書紀』では、稲飯命は神武東征に従うが、熊野に進んで行くときに暴風に遭い、「我が先祖は天神、母は海神であるのに、どうして我を陸に苦しめ、また海に苦しめるのか」と言って剣を抜いて海に入って行き、「鋤持（さいもち）の神」になったとする。
『古事記』では事績の記載はなく、稲氷命は妣国（母の国）である海原へ入り坐（ま）したとのみ記されている。

## 後裔氏族
『新撰姓氏録』では、次の氏族が後裔として記載されている。
- 右京皇別 新良貴 - 彦波瀲武鸕鶿草葺不合尊の男の稲飯命の後。続けて「是出於新良國。即為國主。稻飯命出於新羅國王者祖合」[1]と記し、稲飯命は新羅王の祖であると伝える。

## 考証
稲飯命について『日本書紀』には「鋤持神（さいもちのかみ）」と見えるが、関連して『古事記』の神話「山幸彦と海幸彦」でも「佐比持神（さいもちのかみ）」とあり、これらは鰐（わに）の別称とされる。『古事記』の神話では、山幸彦（火遠理命）は海神宮から葦原中国に送ってくれた一尋和邇（一尋鰐）に小刀をつけて帰したという。また以上から、「さい」とは刀剣を指すとも考えられ、鰐の歯の鋭い様に由来するとされる。特に『日本書紀』神代上では「韓鋤（からさい）」朝鮮半島から伝来した利剣を表すともいわれる。古田武彦はマサヒの「ヒ」は朝鮮語の「ビダ、ベダ」（切る）と同じ意味であるとしている。また『新撰姓氏録』に見えるように、稲飯命は新羅王の祖であるとする異伝がある。
高句麗の建国話で、高朱蒙が「私は天孫（又は太陽の子）で河伯の外孫である、今日逃走してきたが、追手がいよいよ迫っている、どうすれば渡れるか?」と言うと、魚や鼈が浮かんで橋を作り、朱蒙らは川を渡ることができたという話がある。二つの話が類似していることを神話学者の三品彰英によって指摘されている。